# ウィリアム・ウィンダム (戦時大臣)

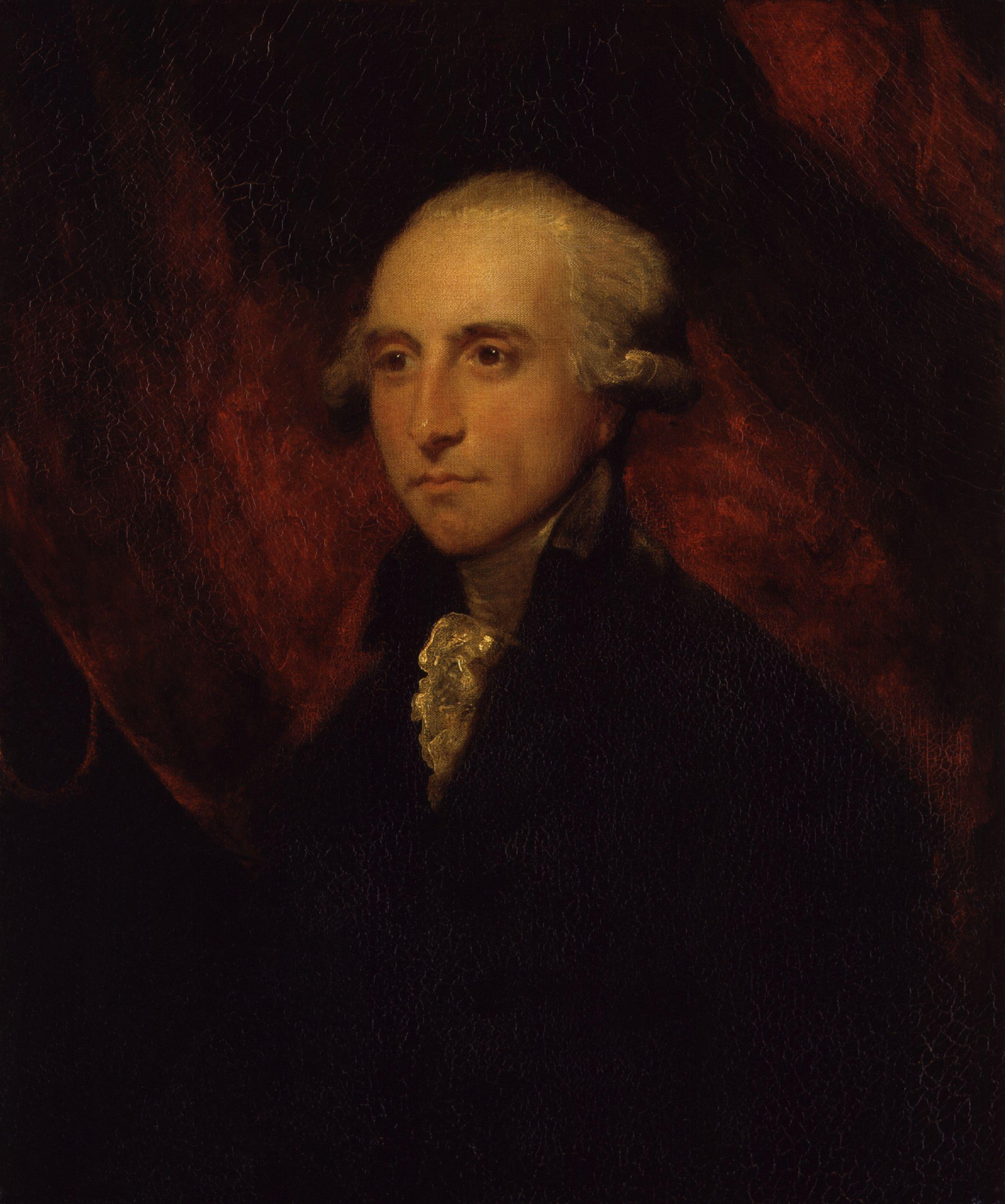
ジョシュア・レノルズによる肖像画、1787年。

ウィリアム・ウィンダム（William Windham PC PC (Ire)、1750年5月3日（ユリウス暦） – 1810年6月4日）は、イギリスの政治家。フランス革命戦争期に戦時大臣、ナポレオン戦争期に陸軍・植民地大臣を務め、フランスの亡命貴族を支援してフランスに侵攻することを一貫して主張した。そのため、閣僚として扱いにくく、小ピットに至っては「政敵でいたほうがいいか、味方でいたほうがいいかわからない」と評した。

## 生涯

### 生い立ち
ウィリアム・ウィンダムと妻サラ（1710年 – 1792年、ロバート・ルーキンの未亡人、旧姓ヒックス）の息子として、1750年5月3日に生まれた。1757年から1766年までイートン・カレッジに通い、同時期の在学者としてチャールズ・ジェームズ・フォックスがいた。1766年にグラスゴー大学の自然哲学教授ジョン・アンダーソンと数学教授ロバート・シムソンのもとで学び、1767年9月10日にオックスフォード大学ユニヴァーシティ・カレッジに入学、1771年まで通った。B.A.の学位は修得しなかったが、1782年10月7日にM.A.の学位、1793年7月3日にD.C.L.の名誉学位を授与された。

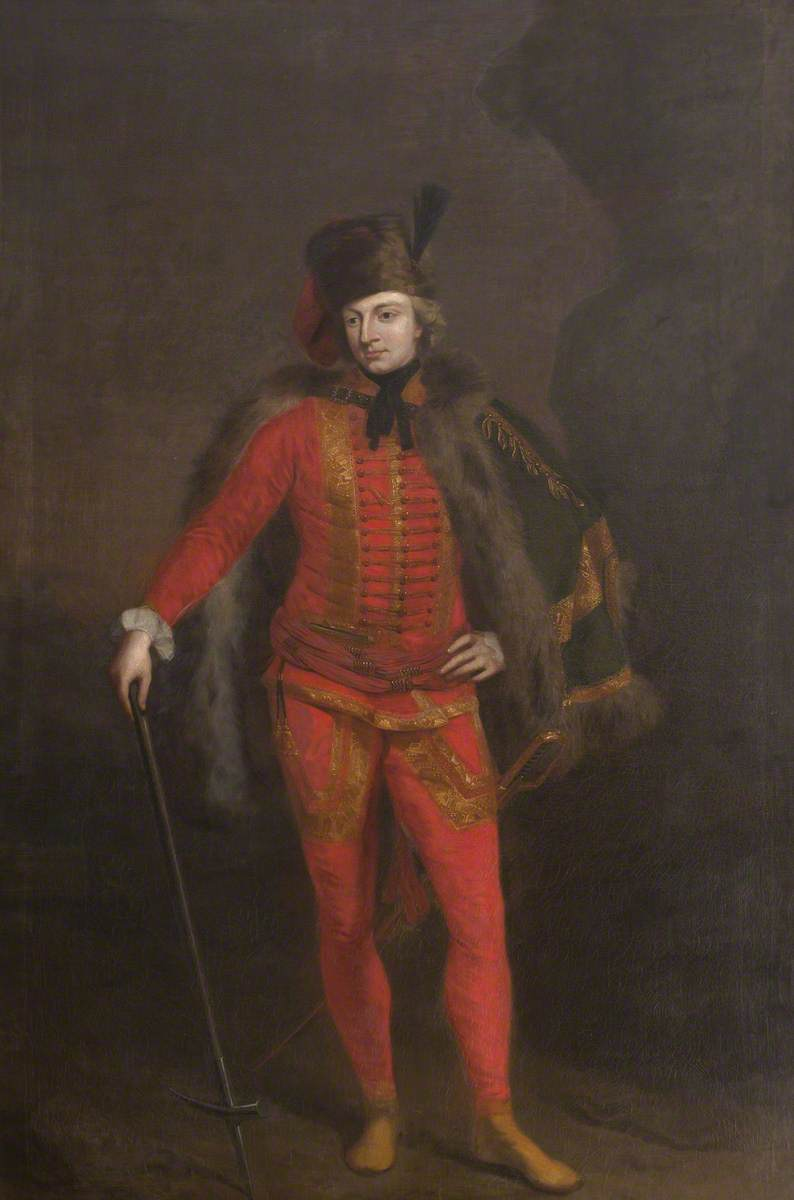
父ウィリアム・ウィンダム、ジェームズ・ダグニア画。

大学では理解が速く勤勉だったが、政治への関心が薄く、在学中にアイルランド総督の第4代タウンゼンド子爵ジョージ・タウンゼンドがアイルランド主席政務官への就任を打診したときもそれを辞退した。
1773年にコンスタンティン・フィップス閣下（のちの第2代マルグレイヴ男爵）が北極遠征に出発すると、ウィンダムも同行したが、船酔いによりノルウェーで下船して帰国することを余儀なくされた。
帰国後はノーフォーク民兵隊に入り、少佐まで昇進した。1778年から1780年にかけてスイスとイタリアを旅した。
1770年代にサミュエル・ジョンソンと知り合い、ジョンソンのリテラリー・クラブに加入した。2人はジョンソンが死去するまで友人関係を続け、ウィンダムはジョンソンの葬儀で棺側付添人を務めた。
ジョンソンのほか、エドマンド・バークとも知り合い、バークの政界における弟子となった。

### 政界入り
1777年にサッドベリー選挙区から出馬するための交渉をはじめたが、出馬は実現しなかった。その後、ウィンダムの最初の政治演説が1778年1月28日にノリッジで行われた。アメリカ独立戦争の戦費への寄付を募集する会合の場であり、ウィンダムは戦費募集と戦争自体の継続に反対した。その後、ノーフォーク民兵隊がサフォークへの進軍に反対して反乱し、ウィンダムは反乱への対応で名声を得た。その勢いで1780年イギリス総選挙にてノリッジ選挙区から出馬したものの、ノリッジの選挙活動では国政問題への関心が薄く、主な争点が地方政治、すなわち地方自治体（corporation）とそれに反対する者の間の選挙戦となったため、反地方自治体派の候補だったウィンダムは1,069票（得票数4位）で落選した。
落選直後にウェストミンスター選挙区からの出馬を打診されたが、出馬に向けての活動をせず、最終的には次期の総選挙でもノリッジから出馬することを決意した。

### アイルランド主席政務官

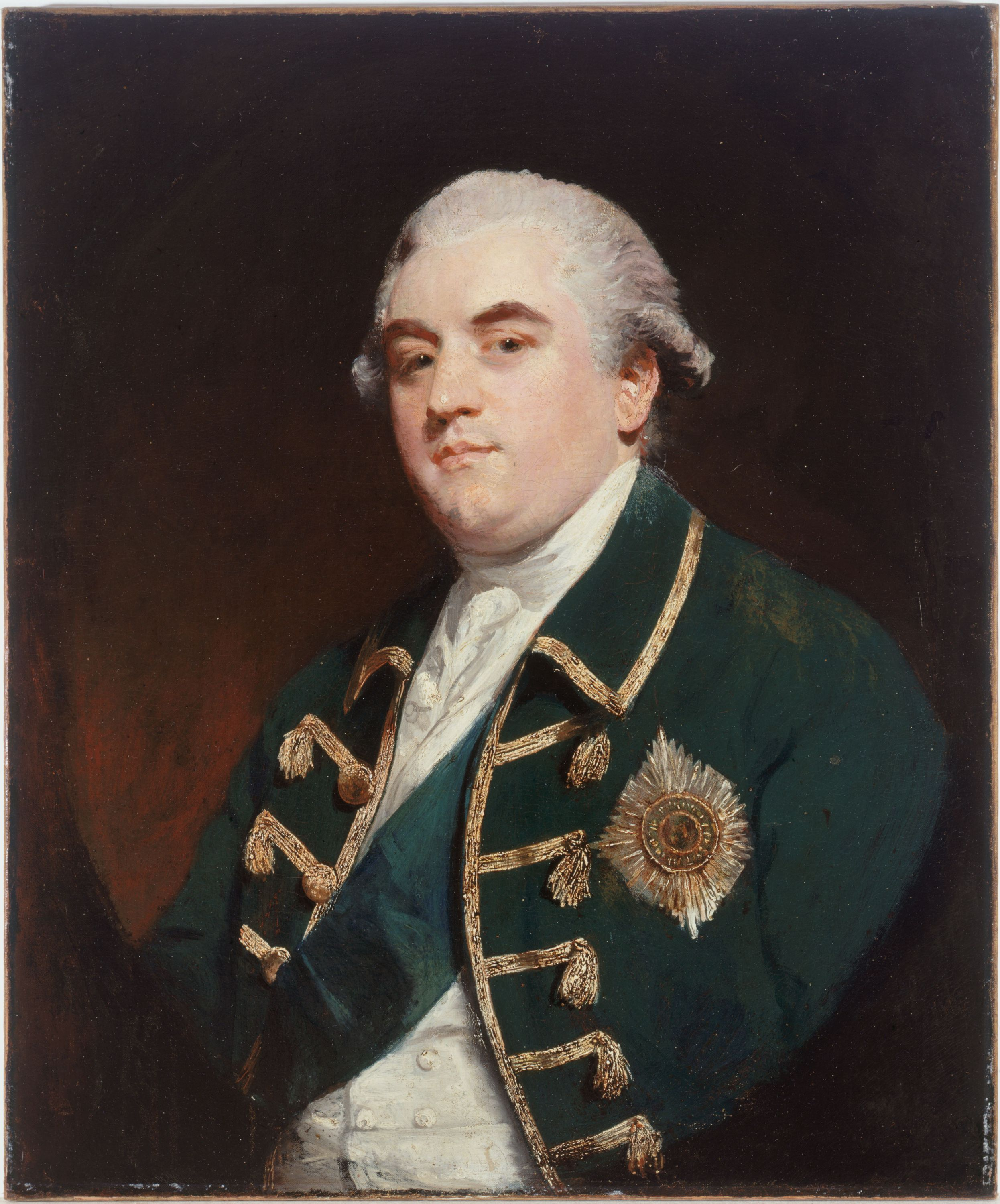
上司にあたる第2代ノーティントン伯爵。ジョシュア・レノルズ画、1782年。

1783年4月、フォックス＝ノース連立内閣の成立に伴い第2代ノーティントン伯爵ロバート・ヘンリーがアイルランド総督に就任すると、ウィンダムも5月3日にアイルランド主席政務官に任命され、6月9日にアイルランド枢密院の枢密顧問官に任命された。ダブリンでは政治家フランシス・ハーディーなどがウィンダムの学識を称えたが、ウィンダムは同年7月16日に辞表を出し、8月に退任した。辞任の理由について、『英国人名事典』はアイルランドでの官職にアイルランド人を任命すべきとの見解を示し、上司の不興を買ったためだとし、『英国議会史』はアイルランド議会への対応という業務に直面したためだとした。『アイルランド人名事典』によれば、当時の新聞ではノーティントン伯爵との不和や『英国人名事典』のような推測が多かったが、辞表の内容から辞任の理由がわかるとした。すなわち、建前としては熱病にかかったことを理由に辞任したが、実際には自信を持てず、失敗するよりも辞任することを選んだという。

### 第1次小ピット内閣期
1784年イギリス総選挙で再びノリッジから出馬した。フォックス派、ノース派に不利な選挙だったが、ノリッジでは1780年と同じく地方政治が争点になり、ウィンダムは今度は1,297票（得票数2位）で当選した。その後、1790年イギリス総選挙で1,361票（得票数2位）を得て再選した。
議会では野党に同調して投票し、1785年2月5日に初演説したが、過度の緊張と自信のなさによりまばらにしか演説できず、自身の日記にも「優柔不断の癖が（中略）私の時間を浪費させ、気力を消費させ、安楽を不快に変え、私を無数の困難に巻き込んでいる」（1785年4月6日）と綴った。1787年3月22日にウォーレン・ヘースティングズの罪状を糾弾する演説をして、その演説の良さが広く認められた。同時代の政治家ギルバート・エリオットによれば、「演説の着想も修辞も簡潔、正確で論理的」だったが、「誰よりも不安に圧迫され、議場に入ったときの顔がレモン色だった」という。ウォーレン・ヘースティングズの弾劾裁判で弾劾委員の1人に選ばれた。ほかの議題ではスコットランドにおける審査法廃止に賛成、カトリック解放と奴隷貿易廃止に賛成、選挙法改正に反対した。
1789年にフランス革命の勃発を目撃し、当初は革命の成功を予想したが、やがてエドマンド・バークと同じく批判的になり、1790年にヘンリー・フラッドが選挙法改正案を提出したときは「ハリケーンの季節に家の修繕をはじめる人はいない」として反対した。さらに1792年にフランスで九月虐殺が起きると革命への警戒を強め、1793年外国人法など1792年から1793年にかけての強圧的な法案を支持した。このようにウィンダムが実質的に「警戒派」（alarmist、フランス革命の急進化に警戒する派閥）の指導者になり、チャールズ・ジェームズ・フォックス率いるホイッグ党から分離することとなった。ウィンダムは派閥を率いるつもりはなかったが、小ピットに注目され、1793年6月に閣内大臣への就任を打診された。ウィンダムはこのときは辞退して、同年夏をネーデルラントで過ごしてフランドル戦役における対仏大同盟軍を視察した。

### 戦時大臣
1794年5月にも再び小ピットから入閣を打診され、自身だけ入閣することはできないと断ったが、7月11日にはバークの助言を受けてポートランド公爵などとともに内閣支持に転じ、戦時大臣に就任して閣議にも出席した。ウィンダムは閣議に出席する最初の戦時大臣となった。7月16日、枢密顧問官に就任した。
戦時大臣就任に伴い、1794年7月に出直し選挙が行われた。ノリッジではフランス革命戦争により織工にとって不景気になり、急進派が支持を伸ばしていた。そのため、通常は無投票当選が多い出直し選挙が選挙戦になり、対立候補が投票権の有する織工の9割から支持されたが、ウィンダムはフランス革命を警戒する人々や地方自治体の支持を受け、1,236票対700票で再選した。1796年イギリス総選挙でも苦戦したが、得票数が1,159票（得票数2位）と後退しつつも再選した。
ウィンダムの戦時大臣就任について、政治家ジョージ・ローズはウィンダムがフランドル戦役におけるイギリス軍の攻勢を強めるものの、ハプスブルク君主国とプロイセン王国が手を抜いている状況では戦費だけが重ねる不人気な戦争になると予想した。
庶民院ではウィンダムが小ピットやヘンリー・ダンダスと並ぶ、演説における政府の頼みの綱の1人になり、フォックスやリチャード・ブリンズリー・シェリダン、ウィリアム・ウィルバーフォースの演説に度々反論した。戦時大臣としては陸軍の通常予算や特別予算を議会に提出する業務があり、ウィンダムはこれを嫌ったが、フランス王党派や亡命貴族への援助金を擁護する機会として利用した。
1795年夏、ウィンダムがかねてより計画していたキブロン湾遠征（フランス亡命貴族を支援して、ブルターニュのキブロン湾に上陸させる遠征）が大失敗に終わると、ウィンダムは亡命貴族たちを過度に信用したことを責められ、フォックスも演説でウィンダムを攻撃した。小ピットもダンダスも亡命貴族の支援にそれほど熱心ではなく、ウィンダムがほぼ一人だけで支援を続けており、ウィンダム自身も「無意識のうちにシュアンの外務大臣になった」と述べるほどだったため、亡命貴族への支援がウィンダムの痛い所になった。これにより小ピットはウィンダムよりダンダスを信用するようになったが、ウィンダムは辞任せず、代わりに一時議会演説を減らした。
1796年、外交官の初代マームズベリー男爵ジェームズ・ハリスがフランス総裁政府との講和を試みて失敗した。ウィンダムは私的な場でマームズベリー使節団を「低劣な使節団」とこき下ろし、その失敗を喜んだが、講和の失敗により内閣が攻勢に出ることに前向きになるというウィンダムの予想は外れた。1797年にはマームズベリーがウィンダムを「意気消沈していて、フランスがヨーロッパの支配者になるだろうと考えている」と述べるに至り、ウィンダム自身も小ピットを「人の心を知らず、譲歩を続けている」、ダンダスを「専制君主のように行動している」と批判するようになった。もっとも、マームズベリーはウィンダムこそ「人の心を知らない」と評し、そのせいで「亡命貴族のカモ」になっているとした。
1798年から1799年にかけてグレートブリテン王国とアイルランド王国の合同が議論されると、ウィンダムははじめ当惑したが、エリオット（このときにはミントー男爵に叙された）の説得を受けて、1799年2月7日の演説で「アイルランドは狼であり、肩を並べることは安全ではないが、逃すことも安全ではない」と述べ、フランス革命の思想がアイルランドで広まることを防ぐにはカトリック解放が必須であると主張した。また奴隷貿易の廃止については原則として賛成するものの、現地（西インド諸島）の議会が決定すべき事柄とした。
1799年初に戦時大臣から造幣局長官への「撤退」を打診され、小ピットが仲介を依頼した政治家ジョージ・カニングは「戦争省と比べて苦労がより少なく、賃金がより高く、（学者肌のウィンダムにとって）魅力的なことに昔サー・アイザック・ニュートンが務めた官職である」と造幣局長官職を褒めつつ、ウィンダムは受け入れないだろうと考えた。カニングの推測は正しく、同年2月にウィンダムが叙爵を打診されたときも同様に辞退した。
1799年5月にも戦争への強硬な態度を崩さず、野党のジョージ・ティアニーへの反論でイギリスが交渉のテーブルにつくにはフランスに安定した政府が必要であり、その政府が「想像上の人権ではなく、ヨーロッパの古くからの宗教と道徳」に基づかなければならないと述べたが、同年7月には共和政府との交渉について「戦争の危険が平和の危険より大きければ」反対しないと述べた。ただし、その後もフランスへの遠征計画に向けた交渉を続け、フランス外務大臣タレーランが1800年4月に「フランス革命にはウィンダム氏以上の危険な敵がいない」と述べるに至った。
1800年10月にも外務大臣ウィリアム・グレンヴィルに同調して、「カトリックのためでなければ、（アイルランドとの）合同に賛成することはないだろう」と述べ、1801年初に国王ジョージ3世がカトリック解放に反対したことを理由に小ピットが辞任すると、ウィンダムも同年2月7日に戦時大臣を辞任した。

### 野党活動（1801年 – 1806年）

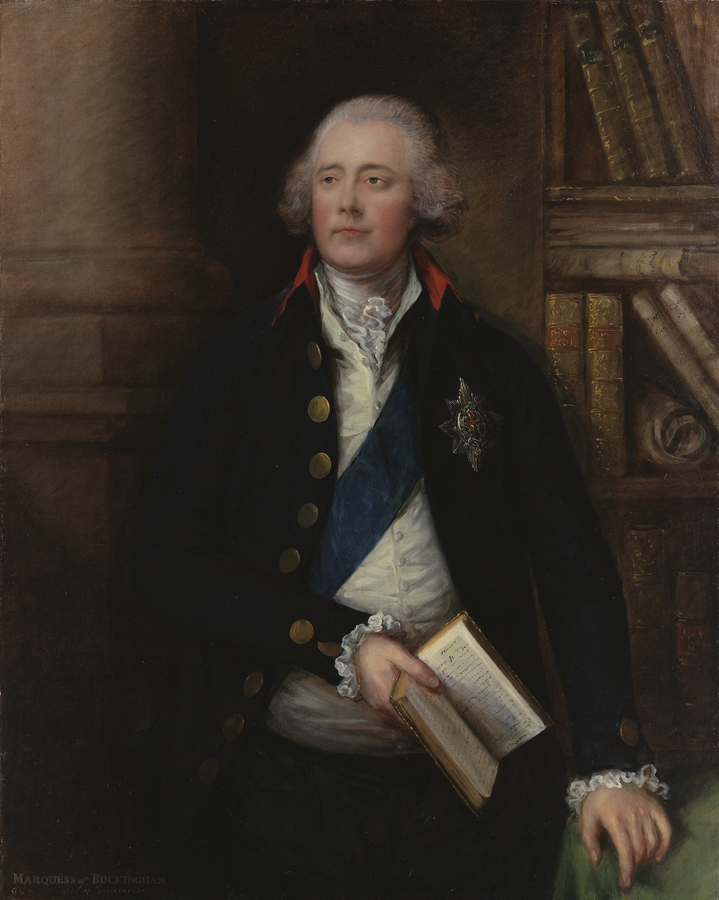
ウィンダムを後援した初代バッキンガム侯爵、トマス・ゲインズバラ画。

辞任後は1801年5月まで庶民院に登院しなかったが、その後は議会でフランスとの講和に積極的に反対し、1801年11月4日に予備講和条約への反対演説をした。講和の後にフォックス派（フォックスの派閥で、フランス革命を支持した）がこぞってフランスを訪れると、ナポレオン・ボナパルトがフォックス派のフィリップ・フランシスに対し、総選挙後のイギリス国会が「ウィンダム氏とその派閥にミスリードされないことを願う」と述べるほどだった。しかし長引く戦争に対し、講和は人気があり、ウィンダムは1802年イギリス総選挙でノリッジから出馬したとき、1,356票（得票数3位）しか得られず、83票差で落選した。もっとも、ウィンダムの後援者の1人である初代バッキンガム侯爵ジョージ・ニュージェント＝テンプル＝グレンヴィルはノリッジでの選挙結果を待たずに、自身が掌握していたコーンウォールのセント・モーズ選挙区でウィンダムを当選させたため、ウィンダムは引き続き議員を務めた。バッキンガム侯爵のウィンダムに向けた言葉によれば、「（セント・モーズの）有権者が唯一あなたに強制する主張は『ピルチャードは最高の魚である』だけであり、あなたがピルチャードを食べることを強制されなければ、その主張を信じてもいいだろう」という。
同年のうちにフランスが不穏な動きを見せると、11月23日に議会でその危険性を低く見積もったフォックスを批判したほか、1803年に自領のフェルブリッグで民兵連隊を招集した。またアイルランドが合同だけして、カトリックを解放しなかったという不安定な情勢であり、ウィンダムはナポレオンがアイルランドを攻撃の標的にすると予想し、アイルランド政策の刷新（すなわち、カトリック解放）を主張した。これによりウィンダムはフォックス派と接近、一例として1803年12月にウィンダムがアディントン内閣の本土防衛計画を批判したとき、フォックスが「ウィンダムの演説には私が同意しない部分が何一つなかった」と述べた。
フォックスへの接近により、ウィンダムは1804年初の風刺画で「現代の風見鶏」と揶揄されたが、ウィンダム自身は「諸派の下っ端の連合より、正しい心をもったフォックスと組んだほうが効率的」と考えた。同年5月にアディントン内閣が倒れ、小ピットが再度組閣したが、ジョージ3世がフォックスの入閣に反対したため、ウィンダムも入閣を拒否した。
1806年に小ピットが死去したときには小ピットへの敵意をあらわにするに至り、1月27日の演説で晩年の小ピットが「著しく失敗している」と述べ、小ピットの国葬に反対した。小ピット派の政治家がこぞってウィンダムに反論したが、次の内閣の組閣にあたりウィンダムを「我が国の政治家のうち、1インチでもナポレオンに譲歩する可能性の最も低い人物」と評し、小ピット派内閣が続いた場合でもウィンダムを排除できないという意見だった。そして、グレンヴィルによる挙国人材内閣が成立すると、ウィンダムは1806年2月に陸軍・植民地大臣に就任した。ウィンダムは入閣に同意したが、元首相ヘンリー・アディントンの入閣を「致命的な決定」と最初から抵抗があった。

### 挙国人材内閣にて
ウィンダムは大臣就任から2か月後の1806年4月3日に陸軍の状況を改善させる計画を発表し、服役年限を短縮させる法案（終身から21年に短縮）と兵士の賃上げ法案を可決させた。もっとも、ウィンダムの計画では正規軍を重視し、小ピットが重視した民兵隊と志願兵連隊を軽視したことでカニングに批判され、スペンサー・パーシヴァルもウィンダムを「志願兵を見捨てた」と批判した。
後援者であるバッキンガム侯爵が要求した、自身の子分にあたる第2代準男爵サー・ウィリアム・ヤングの総督職任命をウィンダムが満たせられなかったことで、（大臣就任に伴う出直し選挙には当選できたものの）次の総選挙で別の選挙区から出馬することを余儀なくされた。
そして、1806年イギリス総選挙で保険として安全なニュー・ロムニー選挙区で当選しつつ、トマス・クックの要請を受けて本命のノーフォーク選挙区からも出馬した。クックは現職議員であり、もう1人の現職議員である第5代準男爵サー・ジェイコブ・アストリーは選挙資金がないという理由で撤退した。そのため、選挙戦はクック、ウィンダム、そして前回の総選挙で敗れたジョン・ウッドハウス閣下の間で戦われた。しかしウィンダムは小ピット派からフォックス派に転じたという点で不利であり、クックとアストリー、そして政府の支持をもってようやく辛勝した（3,722票、得票数2位）。しかもトーリー党による選挙申立で政府による賄賂が証明され、選挙が1807年2月19日に無効とされた。クックもウィンダムも再選挙に出馬できなかったが、本人の関与が証明されなかったため、ほかの選挙区で当選することはでき、ここでニュー・ロムニーでの重複立候補が役に立った。
再選した後のウィンダムは陸軍改革の成果がすぐに表れないこともあってすこぶる不人気になり、それが内閣の人気の凋落にも寄与した。閣内でもウィンダムが計画したラ・プラタ侵攻をめぐりブエノスアイレス占領が内閣の許可を得ておらず、南米で勢力圏を広げることは閣内で広く支持されたわけではなかったことで亀裂が生じた。
カトリック解放には引き続き支持し、ジョージ3世が反対したときには交渉するより即座に辞任すべきと主張した。そして、その予想通り、挙国人材内閣は1807年3月に罷免された。

### 晩年
ノーフォークでの議席を失ったため、1807年イギリス総選挙で議席を探し回ったが、最終的にはハイアム・フェラーズ選挙区で当選した。
大臣を退任した後もナポレオン戦争をめぐり弁論での発言を続け、大臣在任中の政策に反する1808年民兵法案に反対した。半島戦争への参戦は支持したが、イギリス軍をポルトガルではなくピレネー山脈に派遣し、スペインをフランスから切り離すことを目指すべきだと主張した。またいざ参戦するとコペンハーゲン砲撃、ワルヘレン戦役などほかの遠征に人員を割くべきではなく、そのような遠征は半島戦争の目的と矛盾すると主張した。
この頃より健康が悪化し、1809年のクリスマスを休養地のバースで過ごした。ウィンダムは1809年7月8日にフレデリック・ノース閣下（のちの第5代ギルフォード伯爵）の蔵書を火事から救おうとしたときに腰を怪我しており、それを放っておいたが、やがて腫瘍ができて治療の必要が生じた。ウィンダムは1810年5月7日に医師ヘンリー・クラインの手術を受けて腫瘍を切除したが、回復しないまま6月4日にペル・メルの自宅で死去、ノーフォーク州フェルブリッグで埋葬された。
死後、日記の一部が1866年に出版されたほか、伝記がいくつか出版されたものの、『英国議会史』（1986年）によれば、一次資料をすべて取り入れた完全な伝記が世に出ていないという。

## 人物
ウィンダムは背が高く体格もよく、裕福な家柄でふるまいが上品だった。青年期にはスポーツ好きでボクシングをしていた。記憶力もよく、知識面ではギリシア語とラテン語古典に精通し、フランス語とイタリア語を話せた。しかし自信不足が目立ち、政界入り直後にはそれが理由となってアイルランド主席政務官を辞任するほどだった。
1807年以降のウィンダムはすこぶる不人気であり、野党ホイッグ党から賞賛はされたものの信用はされなかった。ウィンダムを戦時大臣に起用した小ピットも「ウィンダムが政敵でいたほうがいいか、味方でいたほうがいいかわからない」と評した。
ヘンリー・ブルームはウィンダムが独創的な思想家ではなく、他人の追随者であるとし、私的にはサミュエル・ジョンソンを、公的にはエドマンド・バークを崇拝したと評した。

## 家族
1798年7月10日にセシリア・フォレスト（Cecilia Forrest、1750年 – 1824年、海軍軍人アーサー・フォレストの娘）と結婚したが、2人の間に子供はいなかった。